# Stigmatomma rothneyi
Stigmatomma rothneyi es una especie de hormiga del género Stigmatomma, familia Formicidae. Fue descrita científicamente por Forel en 1900.
Se distribuye por China, India, Malasia, Filipinas y Tailandia. Se ha encontrado a elevaciones de hasta 115 metros. Vive sobre el borde de bosques.